# Mrkljenta crna
Mrkljenta crna je otočić u otočju Lastovci, istočno od Lastova. otok se nalazi oko 6 km sjeveroistočno od Lastova, a najbliži otok je Arženjak Veli, oko 1.4 km jugozapadno. Otočić je dio niz plićina koje se, zajedno s otokom, pružaju u smjeru sjeverozapad - jugoistok.
Površina otoka je 2238 m2, a visina 2 metra.